# Liste der Gedenktafeln und Gedenksteine in Wien/Leopoldstadt
Diese Liste der Gedenktafeln und Gedenksteine in Wien/Leopoldstadt enthält die Gedenktafeln im öffentlichen Raum des 2. Wiener Gemeindebezirks Leopoldstadt. Hauptsächliche Basis dieser Liste ist „Wien Kulturgut“ (der digitale Kulturstadtplan der Stadt Wien).
Andere Denkmäler sowie Kunstwerke im öffentlichen Raum sind unter Liste der Kunstwerke im öffentlichen Raum in Wien/Leopoldstadt zu finden.

## Gedenktafeln und Gedenksteine
| Foto  |                 | Inschrift | Name | Typ          | Standort                                        | Beschreibung                                                                                 | Metadaten                                             |
| ----- | --------------- | --- | --- | ------------ | ----------------------------------------------- | -------------------------------------------------------------------------------------------- | ----------------------------------------------------- |
| ja    | Datei hochladen | In diesem Hause lebte und wirkte Alfred Adler geb: 7.2.1870 gest: 28.5.1937 Begründer der Individual- psychologie | Alfred Adler - Gedenktafel | Gedenktafel  | Czerningasse 7 Standort                         | Steintafel                                                                                   |                                                       |
| ja    | Datei hochladen | In diesem Haus wurde am 15. 11. 1873 Max Adler 1873 1937 Univ. Professor Rechtsphilosoph u. Soziologe geboren | Max Adler - Gedenktafel viennatouristguide | Gedenktafel  | Waschhausgasse 1a Standort                      | Steintafel mit Porträtrelief                                                                 |                                                       |
| ja    | Datei hochladen | An dieser Stelle stand das Haus in dem der Dichter Peter Altenberg am 9. März 1859 geboren wurde | Peter Altenberg - Gedenktafel viennatouristguide | Gedenktafel  | Franzensbrückenstraße 3 Standort                | Steintafel (irrtümliche Anbringung an falscher Adresse)                                      |                                                       |
| ja    | Datei hochladen | Dr. Leo Ascher 1880–1942 Komponist von „Das Lercherl von Hernals“ aus „Hoheit tanzt Walzer“, wie vieler anderer Operetten und Melodien, wohnte in diesem Hause bis 1938 Gewidmet 1980 vom Kulturclub | Dr. Leo Ascher – Gedenktafel ID: 94416 | Gedenktafel  | Kurzbauergasse 6 Standort                       | Leo Gruber, Steintafel mit Porträtrelief (1980)                                              |                                                       |
| ja    | Datei hochladen | Otto Bauer 1881–1938 Dem großen Theoretiker der österreichischen Sozialdemokratie | Otto Bauer – Gedenktafel ID: 94434 viennatouristguide | Gedenktafel  | Leopoldsgasse 6-8 Standort                      | Steintafel mit Porträtrelief                                                                 |                                                       |
| ja    | Datei hochladen | Julius Bermann 1868 – 1943 Vorkämpfer für Angestelltenrecht und Mieterschutz 1918 – 1934 Vertreter der Leopoldstadt im Wiener Gemeinderat und Landtag Gestorben im KZ Theresienstadt In dankbarem Gedenken Gewerkschaft der Privatangestellten | Julius Bermann - Gedenktafel | Gedenktafeln | Zirkusgasse 3-5 Standort                        | Steintafel                                                                                   | Standort: Julius-Bermann-Hof                          |
| BW    | Datei hochladen | In diesem Hause wohnte bei seinem ersten Wiener Aufenthalt 1862/63 Johannes Brahms In dieser Zeit schuf er die Klaviervariationen Op. 35 | Johannes Brahms - Gedenktafel | Gedenktafel  | Czerningasse 7a Standort                        | Marmortafel                                                                                  |                                                       |
| ja    | Datei hochladen | Der große Chineser bildete von 1854–1945 die Mittelfigur des von Basilio Calafati errichteten Ringelspiels Anlässlich der 220 Jahrfeier des Wurstelpraters wurde durch die Stadt Wien diese Calafatistatue im Jahre 1966 aufgestellt | „Großer Chineser“ – Gedenkstein Vulgo: Calafati – Gedenkstein ID: 76829 | Gedenkstein  | Eduard-Lang-Weg / Hans-Krauss-Weg Standort      | freistehender Stein, ursprünglich bei der „Chineser“-Figur (1966)                            |                                                       |
| ja    | Datei hochladen | Die Wahrheit darin ist verschüttet Die lange verschwiegene jüdische Dichterin Veza Canetti, geborene Venetiana Taubner (1897–1963), lebte und schrieb bis 1934 in diesem Haus. Sie starb in England, aus dem Exil war sie nicht zurückgekehrt. Ihr literarisches Werk voll Schärfe und Empathie wurde erst posthum veröffentlicht. | Veza Canetti – Gedenktafel Vulgo: Venetiana Taubner – Gedenktafel ID: 95119 | Gedenktafel  | Ferdinandstraße 29 Standort                     | Zwei Glastafeln (2013)                                                                       |                                                       |
| ja    | Datei hochladen | In diesem Hause lebte Dr. Arnold Deutsch Während der nationalsozialistischen Herrschaft wurde er im Alter von 38 Jahren im November 1942 von den SS-Faschisten ermordet. Er kämpfte für ein freies demokratisches Österreich, für den Frieden, und für das Glück der Menschheit. Mögen die Menschen sein Opfer verstehen | Arnold Deutsch - Gedenktafel | Gedenktafel  | Schiffamtsstraße 20 Standort                    | Steintafel                                                                                   |                                                       |
| ja    | Datei hochladen | Robert Erber 1895 – 1978 Volksbildner Mitglied des Landtags und Gemeinderats | Robert Erber - Gedenktafel | Gedenktafel  | Schüttelstraße 19 Standort                      | Steintafel                                                                                   | Standort: Robert-Erber-Hof                            |
| ja    | Datei hochladen | Hermann Fischer 1876 . 1933 Gemeinderat der Stadt Wien für den 2. Bezirk 1919 . 1932 und Abgeordneter zum Nationalrat 1932 . 1933 | Hermann Fischer - Gedenktafel HERIS-ID: 8606 Objekt-ID: 4562 Wiener Wohnen: 70 | Gedenktafel  | Ybbsstraße 15-21 Standort                       | Steintafel                                                                                   |                                                       |
| ja    | Datei hochladen | Der Neurologe und Psychiater Viktor E. Frankl lebte und arbeitete in diesem Haus 1905–1942 vom Tag seiner Geburt bis zum Tag seiner Deportation ins Konzentrationslager | Viktor Frankl – Gedenktafel ID: 95128 | Gedenktafel  | Czerningasse 6 Standort                         | Steintafel (1988)                                                                            |                                                       |
| ja BW | Datei hochladen | In diesem Haus wohnten einst: Josephine Gallmeyer 27. 2. 1838 - 3. 2. 1884 Schauspielerin, Tänzerin Soubrette, Schriftstellerin und Direktorin des Strampfer-Theaters unter den Tuchlauben. Gabor Steiner 28. 5. 1858 - 9. 9. 1944 Theater- u. Varietédirektor Gründer der Theater- und Vergnügungsstadt „Venedig in Wien“ im Prater. Initiator der Errichtung des Riesenrades. Gestiftet von der Zentralsparkassa und Kommerzialbank Wien 1978 | Josephine Gallmeyer und Gabor Steiner - Gedenktafel viennatouristguide HERIS-ID: 8591 Objekt-ID: 4547                                                                               | Gedenktafel  | Praterstraße 56 Standort                        | Steintafel (1978)                                                                            |                                                       |
| ja    | Datei hochladen | In diesem Hause starb der Meister der Töne Dr. Carl Goldmark geb. zu Keszthely am 18. Mai 1830, gest. am 2. Jänner 1915 | Carl Goldmark – Gedenktafel ID: 95129 | Gedenktafel  | Böcklinstraße 28 Standort                       | Steintafel                                                                                   |                                                       |
| ja    | Datei hochladen | Die Stadt Wien widmet dieses Stadion dem erfolgreichen Fussballinternationalen und Trainer Ernst Happel Geboren am 29. November 1925 Gestorben am 14. November 1992 Im ehrwürdigen Gedenken Der Bürgermeister Dr. Helmut Zilk Der amtsführende Stadtrat für Umwelt und Sport Dr. Michael Häupl | Ernst Happel - Gedenktafel HERIS-ID: 8555 Objekt-ID: 4511 | Gedenktafel  | Olympiaplatz Standort                           | Steintafel (1992)                                                                            | Standort: Ernst-Happel-Stadion                        |
| ja    | Datei hochladen | Joseph Haydn der große marianische Meister wirkte auf dem Chor dieser Kirche 1755–1758 Der Kirchenmusikverein 1932 | Joseph Haydn – Gedenktafel ID: 95130 HERIS-ID: 10784 Objekt-ID: 6847 | Gedenktafel  | Taborstraße 16-18 Standort                      | Steintafel mit Bronzerelief (1932)                                                           | Standort: Kirche der Barmherzigen Brüder              |
| ja    | Datei hochladen | Diese Wohnhausanlage der Gemeinde Wien wurde zum Andenken an Theodor Herzl 1860–1904 dem Vorkämpfer für die Gründung des Staates Israel benannt | Theodor Herzl – Gedenktafel (1960) ID: 95131 viennatouristguide | Gedenktafel  | Leopoldsgasse 13-15 Standort                    | Steintafel (1960)                                                                            |                                                       |
| ja    | Datei hochladen | Dr. Theodor Herzl Vater des Staates Israel In Angedenken an seine Bedeutung für die Ge- schichte des jüdischen Volkes wurde diese Tafel von den Mitgliedern der Konferenz des Ministerpräsidenten von Israel für Israel Bonds anlässlich des 30. Jah- restages der Unabhängigkeit des Staates Israel gestiftet. 24. Jänner 1978 | Theodor Herzl – Gedenktafel (1978) ID: 95134 viennatouristguide | Gedenktafel  | Leopoldsgasse 13-15 Standort                    | Metalltafel, Inschrift auf Deutsch und Hebräisch (1978)                                      | Standort: Theodor Herzl Hof                           |
| ja    | Datei hochladen | Hier stand das letzte Wohnhaus von Leopold Hilsner s.A. (1876 - 1928). Als unschuldiges Opfer der Ritualmordlüge schmachtete er 19 Jahre im Kerker. Na tomto místě stál dům kde žil před svou smrtí Leopold Hilsner (1876 - 1928). Jako nevinná oběť lži o ritualní vraždě živořil 19 let v žaláři. | Leopold Hilsner - Gedenktafel viennatouristguide | Gedenktafel  | Obere Donaustraße 4 Standort                    | Steintafel, Inschrift auch auf Hebräisch (2002)                                              |                                                       |
| ja    | Datei hochladen | Hubert Hladej - Hof Hubert Hladej Bezirksvorsteher der Leopoldstadt 1949 – 1977 | Hubert Hladej - Gedenktafel | Gedenktafel  | Wehlistraße 131-143 Standort                    | Steintafel                                                                                   | Standort: Hubert-Hladej-Hof                           |
| ja    | Datei hochladen | Friedensreich Hundertwasser Maler, Architekturdoktor, ökologischer Aktivist Painter, Architecture Doctor, Environmental Activist (1928–2000) verbrachte in diesem Haus seine Jugend. 1938 wurden er und seine jüdische Mutter Elsa Stowasser von Wien-Fünfhaus hierher zwangsübersiedelt. Während Tante und Großmutter wie auch 69 weitere Familienangehörige von den Nationalsozialisten ermordet wurden, überlebten Friedrich Stowasser und seine Mutter hier die Kriegsjahre. Die Landschaft am Donaukanal wurde Hundertwasser zum Motiv seiner ersten Zeichnungen und Aquarelle. Elsa Stowasser lebte bis zu ihrem Tod im Jahr 1972 in diesem Haus. spent his youth in this house. In 1938 he and his Jewish mother, Elsa Stowasser were forced to relocate here from Vienna-Fünfhaus. While his aunt and grandmother in addition to 69 other family members were murdered in the concentration camps, Friedrich Stowasser and his mother survived the war years here. The landscape of the Danube canal became a motif in Hundertwasser's first drawings and watercolours. Elsa Stowasser lived in this house until her death in 1972. | Friedensreich Hundertwasser – Gedenktafel ID: 95135 | Gedenktafel  | Obere Donaustraße 12 Standort                   | Metalltafel (2013)                                                                           |                                                       |
| ja    | Datei hochladen | Dem Andenken Anton Janschas dem ersten österreichischen Bienen- zuchtlehrer und Bienenforscher anlässlich seines 200. Geburtstages gewidmet von der österreichischen Imkerschaft im Jahre 1934 1734 1973 1773 anlässlich des 200. Jahrestages seines Todes in Wien Landesverband für Bienenzucht in Wien Zveza Čebelarskih Drustev za Slovenijo | Anton Janscha - Gedenktafel HERIS-ID: 111002 Objekt-ID: 128765 | Gedenktafel  | Augarten Standort                               | Steintafel mit Metallrelief                                                                  | Standort: Palais Augarten                             |
| ja    | Datei hochladen | In diesem Haus wurde der Komponist Walter Jurmann (12.10.1903-17.6.1971) geboren. „Ein Lied aus meiner Heimat kann ich nie vergessen“ Walter Jurmann Wien – Berlin – Paris – Hollywood Errichtet vom Verein der Freunde Jüdisches Museum Wien | Walter Jurmann – Gedenktafel ID: 95138 viennatouristguide | Gedenktafel  | Große Stadtgutgasse 7 Standort                  | Tafel aus Bardaglio-Marmor (2006)                                                            |                                                       |
| ja    | Datei hochladen | In diesem Haus wohnte in den Jahren 1921-1941 der österreichische Tondichter Dr. Wilhelm Kienzl und schuf hier viele seiner unvergänglichen Werke. Seinem Ehrenmitglied zum hundertsten Geburtstag der Wiener Männergesang-Verein 17. Jänner 1957 | Wilhelm Kienzl - Gedenktafel | Gedenktafel  | Schreygasse 6 Standort                          | Steintafel (1957)                                                                            |                                                       |
| ja    | Datei hochladen | In diesem Hause lebte Dr. Alfred Klahr Während der nationalsozialistischen Herrschaft wurde er im Alter von 39 Jahren im Juli 1944 von den SS-Faschisten ermordet. Er kämpfte für ein freies, demokratisches Österreich, für den Frieden, und für das Glück der Menschheit. Mögen die Menschen sein Opfer verstehen. | Alfred Klahr - Gedenktafel ID: 95139 viennatouristguide | Gedenktafel  | Novaragasse 17-19 Standort                      | Steintafel (1953)                                                                            |                                                       |
| ja    | Datei hochladen | Der österreichische Kulturfilmproduzent Ingenieur Karl Köfinger lebte von 1879 bis 1938. Er wohnte und arbeitete in diesem Haus. | Karl Köfinger – Gedenktafel ID: 95140 viennatouristguide | Gedenktafel  | Springergasse 27 Standort                       | Josef Navratil, Messingtafel im Stil eines 35-mm-Stummfilmkaders (1990)                      |                                                       |
| ja    | Datei hochladen | Schön sind Blatt und Beer und zu sagen wär von der Kindheit viel und viel vom Wind; doch ich bin nicht hier und was spricht aus mir steht für die, die ohne Stimme sind THEODOR KRAMER 1897 in Niederhollabrunn geboren 1939-1957 Exil in England 1958 gestorben in Wien In diesem Haus begann 1908 der Aufenthalt des Dichters Theodor Kramer in Wien | Theodor Kramer - Gedenktafel | Gedenktafel  | Am Tabor 20-22 Standort                         | Metalltafel mit Porträtrelief                                                                |                                                       |
| ja    | Datei hochladen | Der Violinvirtuose und Komponist Fritz Kreisler wurde am 2. Februar 1875 in diesem Hause geboren Österreichische Gesellschaft für Musik und Bundesministerium für Unterricht und Kunst | Fritz Kreisler - Gedenktafel viennatouristguide | Gedenktafel  | Große Schiffgasse 21 Standort                   | Steintafel                                                                                   |                                                       |
| ja    | Datei hochladen | In diesem Hause lebte Eduard Kremser und starb daselbst 27. November 1914. Seinem Ehrenchormeister der Wiener Männer Gesang Verein 1924 | Eduard Kremser – Gedenktafel ID: 95141 | Gedenktafel  | Kleine Stadtgutgasse 10 Standort                | Steintafel (1924)                                                                            |                                                       |
| ja    | Datei hochladen | Franz Mair Tondichter Gründer des Wiener Schubertbundes 1821 – 1893 | Franz Mair - Gedenktafel HERIS-ID: 8585 Objekt-ID: 4541 Wiener Wohnen: 72 | Gedenktafel  | Laufbergergasse Standort                        | Steintafel                                                                                   | Standort: Franz-Mair-Hof                              |
| ja    | Datei hochladen | In diesem Hause wurde die Kernphysikerin Dr. Lise Meitner am 7.11.1878 geboren (gest. 27.10.1968 Cambridge) | Lise Meitner – Gedenktafel ID: 95142 viennatouristguide | Gedenktafel  | Heinestraße 27 Standort                         | Steintafel (1988)                                                                            |                                                       |
| ja    | Datei hochladen | U ovoj kući je živio i radio 1907 veliki hrvatski kipar In diesem Haus lebte und wirkte 1907 der große kroatische Bildhauer Ivan Meštrović 1883–1962 Zur 100. Wiederkehr des Geburtstages stiften die Kroaten in Österreich diese Gedenktafel. Wien 1983 | Ivan Meštrović – Gedenktafel ID: 95118 | Gedenktafel  | Böcklinstraße 52 Standort                       | Thomas Resetarits, Marmortafel (1983)                                                        |                                                       |
| ja    | Datei hochladen | Peter Mitterhofer österreichischer Erfinder der Schreibmaschine 1822-1893 zu Partschins, Tirol | Peter Mitterhofer – Gedenktafel ID: 95143 HERIS-ID: 96753 Objekt-ID: 112328 Wiener Wohnen: 5                                                                                        | Gedenktafel  | Obere Donaustraße 97 Standort                   | Bronzetafel mit Porträtrelief                                                                | Standort: Georg Emmerling-Hof                         |
| ja    | Datei hochladen | Im Gedenken an Alfred Ochshorn geboren 6.4.1915 in Wien ermordet 20.10.1943 im KZ Mauthausen Student, aktiver Kämpfer gegen den Faschismus in Österreich, Spanien und Frankreich er lebte und starb für die Freiheit wie Tausende in diesem Bezirk "Freunde der Leopoldstadt" | Alfred Ochshorn – Gedenktafel ID: 95144 | Gedenktafel  | Haidgasse 2 Standort                            | Denes Dembitz, Steintafel mit Reliefporträt in Kunststein (1987)                             | Standort: Karmelitermarkt am Marktamtsgebäude         |
| ja    | Datei hochladen | Dieses Haus wurde 1895 vom Bildhauer Emanuel Pendl * 1845 † 1927 dem Schöpfer zahlreicher Großplastiken an Ringstrassengebäuden und der Burg als Wohnhaus und Atelier erbaut. Auch sein Sohn, der Maler Erwin Pendl * 1875 † 1945 arbeitete hier von 1896 - 1901 | Emanuel Pendl - Gedenktafel | Gedenktafel  | Wehlistraße 226 Standort                        | Metalltafel                                                                                  |                                                       |
| ja    | Datei hochladen | Karl Pick 1867–1938 dem Vorkämpfer für Angestelltenrecht und Angestelltenschutz Die Gewerkschaft der Privatangestellten | Karl Pick - Gedenktafel | Gedenktafel  | Hollandstraße 1a Standort                       | Steintafel mit Porträtrelief                                                                 |                                                       |
| ja    | Datei hochladen | In diesem Haus lebte von 1924 bis 1933 der Wirtschaftshistoriker und Sozialanthropologe Karl Polanyi mit seiner Frau, der Historikerin Ilona Duczinska und ihrer Tochter Kari | Karl Polanyi - Gedenktafel ID: 97690 | Gedenktafel  | Vorgartenstraße 203 Standort                    | Metalltafel (2014)                                                                           |                                                       |
| ja    | Datei hochladen | In diesem Haus das früher an diesem Platz stand wohnte Dr. Karl Renner von 1918 - 1934 Staatskanzler Präsident des Nationalrates Bundespräsident | Karl Renner - Gedenktafel viennatouristguide | Gedenktafel  | Praterstraße 8 Standort                         | Steintafel                                                                                   |                                                       |
| ja    | Datei hochladen | In diesem Hause wurde Arthur Schnitzler am 15. Mai 1862 geboren Österreichische Gesellschaft für Literatur | Arthur Schnitzler – Gedenktafel ID: 95147 viennatouristguide Wien Kulturgut: 95147                                                                                                  | Gedenktafel  | Praterstraße 16 Standort                        | Steintafel aus grauem Styenit (1984)                                                         | Standort: Anbringung der Tafel auf Höhe des 1. Stocks |
| ja    | Datei hochladen | In diesem Hause wurde Arnold Schönberg am 13. September 1874 geboren Österreichische Gesellschaft für Musik, und Bundesministerium für Unterricht und Kunst | Arnold Schönberg – Gedenktafel ID: 95148 viennatouristguide | Gedenktafel  | Obere Donaustraße 5 Standort                    | Wilhelm Schmeiser, Marmortafel (1976)                                                        |                                                       |
| ja    | Datei hochladen | Im Gedenken an Franz Sebek 7.1.1943 Kranführer der Firma Siemens Leopoldine Padaurek 21. 11. 1944 Metallarbeiterin der Firma Siemens Ferdinand Platzer 18. 12. 1944 Elektriker der Firma Siemens die als Siemens MitarbeiterInnen in ihrem Betrieb, der damals hier gestanden ist, gegen die Unmenschlichkeit des NS-Terror-Regimes Widerstand geleistet haben und deswegen hingerichtet wurden, widmen die Lehrlinge der Siemens AG diese Erinnerungstafel. Niemals vergessen! Wien, im Jahre 2012 | Gedenktafel für Franz Sebek, Leopoldine Padaurek und Ferdinand Platzer | Gedenktafel  | Vorgartenstraße 148 Standort                    | (2012)                                                                                       |                                                       |
| ja    | Datei hochladen | Voll Leben und voll Tod ist diese Erde Jura Soyfer 1912 - 1939 Und ihre Zukunft ist herrlich und groß | Jura Soyfer - Gedenktafel | Gedenktafel  | Heinestraße 4 Standort                          | Magdalena Steiner und Helmut Kurz-Goldenstein, mit Keramikreliefs umgebene Steintafel (1990) |                                                       |
| ja    | Datei hochladen | In diesem Haus wurde am 10. Mai 1888 Max Steiner geboren. Seine Karriere begann in „Venedig in Wien“, der Theater- und Vergnügungsstadt im Prater. 1914 wurde er Kapellmeister am Broadway. 1929 führender Filmkomponist - „Gone with the wind“, „Casablanca“ - in Hollywood. Wo er am 28. Dezember 1971 verstorben ist. die Erste Österreichische Spar-Casse-Bank 1988 | Max Steiner - Gedenktafel viennatouristguide | Gedenktafel  | Praterstraße 72 Standort                        | Steintafel (1988)                                                                            |                                                       |
| ja    | Datei hochladen | Geburtshaus Oscar Straus 1870 1954 Weltbürger der Musik | Oscar Straus - Gedenktafel viennatouristguide | Gedenktafel  | Untere Donaustraße 27 Standort                  | Steintafel mit metallenem Porträtrelief                                                      |                                                       |
| ja    | Datei hochladen | In diesem Hause wurde Johann Strauss Vater, der Kunst- und Zeitgenosse Lanner's am 14. März 1804 geboren. Errichtet 1883 Sommer und Weniger | Johann Strauss Vater – Gedenktafel ID: 94959 viennatouristguide | Gedenktafel  | Floßgasse 7 Standort                            | Steintafel (1883)                                                                            |                                                       |
| ja    | Datei hochladen | In diesem Hause schrieb Johann Strauss im Jahre 1867 die Wiener Volkshymne, den Walzer „An der schönen blauen Donau“. Zum 100. Geburtstag des Walzerkönigs seinem Ehrenmitgliede. Der Wiener Schubertbund 1925. | Johann Strauss – Gedenktafel ID: 95087 viennatouristguide Wien Kulturgut: 95087 | Gedenktafel  | Praterstraße 54 Standort                        | Steintafel (1925)                                                                            | Standort: Johann Strauß Wohnung                       |
| ja    | Datei hochladen | Wohn- und Sterbehaus Eduard Suess 20. VIII. 1831 London – 26. IV. 1914 Wien Professor für Paläontologie und Geologie Rektor der Universität Wien Präsident der Akademie der Wissenschaften Ehrenbürger der Stadt Wien „Vater“ der ersten Wiener Hochquellenwasserleitung Begründer der modernen globalen Geologie | Eduard Suess - Gedenktafel | Gedenktafel  | Afrikanergasse 9 Standort                       | Steintafel (2022)                                                                            |                                                       |
| ja    | Datei hochladen | In diesem Hause wurde der jüdische Arbeiterdichter Adolf Unger 1904 geboren. Er hat Arbeitslosigkeit und Armut selbst erfahren und war ein glühender und furchtloser Streiter im Kampf um die Rechte der Armen. 1933 erhielt er den Julius-Reich-Preis der Universität Wien. 1942 wurde er in Auschwitz ermordet. „Ich bin der Schrei jener, denen man das Tor nicht öffnet. An denen man vorübergeht, die man starr übersieht.“ Gespendet von Dieter Grosz-Fa.Digro | Adolf Unger – Gedenktafel ID: 94958 viennatouristguide | Gedenktafel  | Springergasse 4 Standort                        | Dieter Grosz, Bronzetafel (1997)                                                             |                                                       |
| ja    | Datei hochladen | Richard Waldemar 3. 5. 1869 - 27. 12. 1946 Dem groszen Volksschauspieler und Meister des Vortrages, Bürger der Stadt Wien Richard Waldemar, gewidmet, der seine Kunst oftmals auch in den Dienst der Fürsorge gestellt hat. | Richard Waldemar - Gedenktafel viennatouristguide | Gedenktafel  | Praterstraße 50 Standort                        | Steintafel                                                                                   |                                                       |
| ja    | Datei hochladen | In diesem Gotteshaus wirkte von 1816-1831 Johann Baptist Weber Geboren am 21. 1. 1785. Gestorben am 13. 1. 1848 Das Leben dieses wahren Menschenfreundes ist durch folgende Taten in der Erinnerung und in den Herzen aller Wiener lebendig geblieben: 1817 Gründung der Leopoldstädter Hauptschule 1819 Gründung der Ersten Österreichischen Spar-Casse 1827 Gründung eines Armen- und Versorgungshauses 1839 Gründung eines Kindergartens in Baden 1832-1837 Kurator und 1844-1848 Ehrenkurator der Ersten Österreichischen Spar-Casse | Johann Baptist Weber - Gedenktafel HERIS-ID: 8562 Objekt-ID: 4518 | Gedenktafel  | Alexander-Poch-Platz 6 Standort                 | Steintafel mit Darstellung des Hl. Leopold                                                   |                                                       |
| ja    | Datei hochladen | Johann Baptist Weber Ihrem Gründer die Erste Österreichische Spar-Casse | Johann Baptist Weber - Gedenkstein | Gedenkstein  | Alexander-Poch-Platz 6 Standort                 | Gedenkstein mit metallernem Porträtrelief                                                    | Standort: am Vorplatz der Pfarrkirche                 |
| ja    | Datei hochladen | Max Winter 1870 1937 | Gedenkstein für Max Winter ID: 42050 | Gedenkstein  | Max-Winter-Platz Standort                       | Eduard Robitschko, Steinblock mit Porträtrelief (1954)                                       | Standort: Parkanlage                                  |
| ja    | Datei hochladen | In diesem Hotel wohnte im August 1904 Stanisław Wyspiański (1869-1907) Hervorragender polnischer Dramatiker Dichter und bildender Künstler aus Krakau Mitglied der Künstlervereinigung Wiener Sezession Österreichisch-Polnische Gesellschaft (Anlässlich des 50-Jahr-Jubiläums) Stadt Krakau 1996 | Stanisław Wyspiański - Gedenktafel viennatouristguide | Gedenktafel  | Praterstraße 72 Standort                        | Steintafel mit metallenem Porträtrelief (1996)                                               |                                                       |
| ja    | Datei hochladen | In diesem Hause wohnte der österreichische Widerstandskämpfer Franz Zeidler hingerichtet am 19. 11. 1943 im Alter von 40 Jahren Nie wieder Krieg - Nie wieder Faschismus! Die Präsidentschaftskanzlei beurkundet hiemit, dass der Bundespräsident der Republik Österreich mit Entschliessung vom 3. April 1979 Herrn Franz Zeidler posthum das Ehrenzeichen für Verdienste um die Befreiung Österreichs verliehen hat Wien, am 3. IV. 1979 Der Kabinettsdirektor: | Franz Zeidler - Gedenktafel | Gedenktafel  | Böcklinstraße 82 Standort                       | Steintafel                                                                                   |                                                       |
| ja    | Datei hochladen | Hephaistos Gott der Schmiede stürzt aus dem Olymp Zur Erinnerung an die alte Schmiede | Alte Schmiede - Gedenktafel | Gedenktafel  | Franzensbrückenstraße 15 Standort               | Steintafel                                                                                   |                                                       |
| ja    | Datei hochladen | In diesem Gebäude fanden seit 1782 die Augartenkonzerte statt, die denkwürdig bleiben durch die Anwesenheit von Mozart 26. Mai 1782 Symphonie KV 338 Konzert für zwei Klaviere KV 365 Beethoven 24. Mai 1803 Kreutzer-Sonate op. 47 (Uraufführung) Schubert 1. Mai 1824 Die Nachtigall Vokalquartett D 724 Mozartgemeinde, Beethoven-Gesellschaft & Schubertbund zu Wien 1973 | Augartenkonzerte - Gedenktafel | Gedenktafel  | Augarten Standort                               | Steintafel (1973)                                                                            | Standort: Café Augarten                               |
| ja    | Datei hochladen | Dem heldenhaften Gardelandungstrupp und den Matrosen der Sowjetunion in Dankbarkeit das befreite Wien | Gedenktafel der Befreiung Wiens durch Gardelandungstruppen und Matrosen ID: 95146                                                                                                   | Gedenktafel  | Reichsbrücke (Nordseite) Standort               | Steintafel unter Glas                                                                        |                                                       |
| ja    | Datei hochladen | Den heldenhaften sowjetischen Luftlandegardisten die dankbaren Bürger Wiens | Gedenktafel der Befreiung Wiens durch Luftlandegardisten ID: 95145 | Gedenktafel  | Reichsbrücke (Südseite) Standort                | Steintafel mit bronzenem Reliefmedaillon unter Glas                                          |                                                       |
| ja    | Datei hochladen | Die Originalfigur der Fortuna, die heute im Pratermuseum zu sehen ist bildete durch Jahrzehnte den Mittelpunkt des Fortuna-Karusells in der Straße des 1. Mai. Diese Nachbildung stiftete die Stadt Wien im Jahre 1969 zur Erinnerung den Besuchern des Wiener Praters | „Fortuna“ – Gedenkstein ID: 76830 | Gedenkstein  | Eduard-Lang-Weg / Hans-Krauss-Weg Standort      | freistehender Stein, ursprünglich bei der „Fortuna“-Figur (1969)                             |                                                       |
| ja    | Datei hochladen | Am 12. April 1945, wenige Stunden vor der Befreiung Wiens von der Nazi-Zwangsherrschaft wurden Dr. Blum Nelly, 54 Jahre, Klüger-Langer Grete, 44 Jahre, Holzer Arthur, 59 Jahre, Margolin Marie, 44 Jahre, Klein Arthur, 56 Jahre, Mezei Kurt, 21 Jahre, Klüger-Langer Erna, 82 Jahre, Pfeiffer Emil, 66 Jahre, Schaier Genia, 48 Jahre vor diesem Hause von entmenschten SS-Barbaren ermordet. Niemals vergessen! Israelitische Kultusgemeinde Wien | Gedenktafel für jüdische NS-Opfer ID: 95136 | Gedenktafel  | Förstergasse 7 Standort                         | Steintafel, erneuerte Version einer Tafel aus dem Jahr 1954 (1960)                           |                                                       |
| ja    | Datei hochladen | In dem Haus, das an dieser Stelle stand befanden sich ursprünglich die Frauengewerbeschule des Dr.-Krüger-Heims für Lehrmädchen (früher Elisabeth- Lehrmädchenheim) und die jüdisch-orthodoxe Mädchenschule „Bet Jakob“. Zur Zeit der Nazi- Diktatur diente es als Sammellager, von dem aus Zehntausende Juden – Männer, Frauen und Kinder - in die Todeslager des Reichs verbracht wurden. Ihr Andenken sei gesegnet. Wien, Im Monat Kislev 5761 (November 2000) Israelitische Kultusgemeinde Wien | Jüdische Schule Leopoldsgasse – Gedenktafel ID: 95137 | Gedenktafel  | Leopoldsgasse 13-15 Standort                    |                                                                                              | Standort: Theodor-Herzl-Hof                           |
| ja    | Datei hochladen | 200 Jahre Wiener Prater 1766-1966 | Praterjubiläums - Gedenkstein | Gedenkstein  | Hauptallee Standort                             | Steintafel (1966)                                                                            | Standort: rechts neben dem Planetarium                |
| ja    | Datei hochladen | Der Jugend widmet dieses Stadion die Gemeinde Wien zur 10. Jahresfeier der Republik 12. November 1928 | Stadion - Gedenkstein | Gedenkstein  | Meiereistraße, nahe der Hauptallee Standort     | kubischer Steinblock auf vier Aufsätzen (1928)                                               |                                                       |
| ja    | Datei hochladen | Weg der Erinnerung Zum Gedenken an die Mitglieder der bedeutenden orthodoxen jüdischen Gemeinde. Ein Großteil von ihnen wurde deportiert und ermordet. | Synagoge Große Schiffgasse – Gedenktafel ID: 95150 | Gedenktafel  | Große Schiffgasse 8 Standort                    | Tafel aus Rohstahl und Messing (1988)                                                        |                                                       |
| ja    | Datei hochladen | Hier stand der ehemalige Pazmanitentempel. Er wurde am 10. November 1938, in der Reichskristallnacht, zerstört. Israelitische Kultusgemeinde Wien | Synagoge Pazmanitengasse / Pazmanitentempel – Gedenktafel ID: 95152 | Gedenktafel  | Pazmanitengasse 6 Standort                      | Steintafel, Inschrift auf Deutsch und Hebräisch                                              |                                                       |
| ja    | Datei hochladen | Hier stand die 1892 93 nach Plänen des Architekten Wilhelm Stiassny erbaute "Polnische Synagoge". Zerstört in der "Reichskristallnacht" am 10. November 1938. | Polnische Schul / Synagoge Leopoldsgasse – Gedenktafel ID: 95151 | Gedenktafel  | Leopoldsgasse 29 Standort                       | Kupfertafel, Inschrift auf Deutsch und Hebräisch (1990)                                      |                                                       |
| ja    | Datei hochladen | | Synagoge Tempelgasse / Leopoldstädter Tempel – Gedenktafel Vulgo: Israelitisches Bethaus in der Wiener Vorstadt Leopoldstadt – Gedenktafel ID: 95153 HERIS-ID: 8545 Objekt-ID: 4500 | Gedenktafel  | Tempelgasse 3 Standort                          | Kupfertafel, Inschrift auf Hebräisch                                                         |                                                       |
| ja    | Datei hochladen | Das israelitische Bethaus in der Wiener Vorstadt Leopoldstadt Hier befand sich der Leopoldstädter Tempel, der im Jahre 1858 nach Plänen von Architekt Leopold Förster im maurischen Stil errichtet und am 10. November 1938 in der sogenannten „Reichskristallnacht“ von den Nationalsozialistischen Barbaren bis auf die Grund- festen zerstört wurde. Israelitische Kultusgemeinde Wien | Leopoldstädter Tempel - Gedenktafel (zweisprachig) HERIS-ID: 8545 Objekt-ID: 4500                                                                                                   | Gedenktafel  | Tempelgasse 3 Standort                          | Metalltafel mit Relief, Inschrift auf Deutsch und Hebräisch                                  |                                                       |
| ja    | Datei hochladen | Hier stand der 1885-1887 nach Plänen des Architekten Hugo von Wiedenfeld erbaute "Türkische Tempel", die Synagoge der sephardischen Gemeinde zerstört in der "Reichskristallnacht" am 10. November 1938. | Türkischer Tempel / Synagoge Zirkusgasse – Gedenktafel ID: 95154 | Gedenktafel  | Zirkusgasse 22 Standort                         | Kupfertafel, Inschrift auf Hebräisch und Deutsch (1988)                                      |                                                       |
| ja    | Datei hochladen | Biologische Versuchsanstalt Vivarium Hier befand sich die Biologische Versuchsanstalt (Vivarium), eine der weltweit ersten Forschungseinrichtungen für experimentelle Biologie. 1902 von Hans Przibram (1874–1944), Leopold von Portheim (1869–1947) und Wilhelm Figdor (1866–1938) begründet und finanziert, wurde sie 1914 der Akademie der Wissenschaften als Schenkung übergeben. Ihre Leiter Przibram und Portheim wurden nach dem „Anschluss“ 1938 „rassisch“ verfolgt. Hans Przibram starb im KZ Theresienstadt. Here stood the Institute for Experimental Biology (Vivarium), one of the world's first research facilities for experimental biology. Established in 1902 and financed by Hans Przibram (1874–1944), Leopold von Portheim (1869–1947) and Wilhelm Figdor (1866–1938), it was donated to the Academy of Sciences in 1914. Its directors Przibram and Portheim were persecuted on „racial“ grounds after the „anschluss“ with Nazi Germany in 1938. Hans Przibram died in the Theresienstadt concentration camp. | Vivarium – Gedenktafel Vulgo: Biologische Versuchsanstalt – Gedenktafel ID: 94957                                                                                                   | Gedenktafel  | Prater Hauptallee, Höhe Vivariumstraße Standort | Emailtafel (2015)                                                                            | Standort: Am Zaun des Schulverkehrsgartens            |